# Bénifontaine
Bénifontaine est une commune française située dans le département du Pas-de-Calais en région Hauts-de-France. Ses habitants sont appelés les Bénifontainois. La commune est membre de la communauté d'agglomération de Lens-Liévin.

## Géographie

### Localisation
Localisée dans l'est du département du Pas-de-Calais, Bénifontaine est une commune limitrophe de la commune Wingles et située à 8 km au nord de la commune Lens (chef-lieu d'arrondissement),.
Le territoire de la commune est limitrophe de ceux de quatre communes.
Les communes limitrophes sont Wingles, Hulluch, Loos-en-Gohelle et Vendin-le-Vieil.

### Géologie et relief
La superficie de la commune est de 4,84 km2 ; son altitude varie de 22  à   54 mètres.

### Hydrographie
Le territoire de la commune est situé dans le bassin Artois-Picardie.
La commune est traversée par le flot de Wingles amont, un cours d'eau naturel non navigable de 6,75 km, qui prend sa source dans la commune de Hulluch et se jette dans le canal de la Deûle au niveau de la commune de Meurchin.

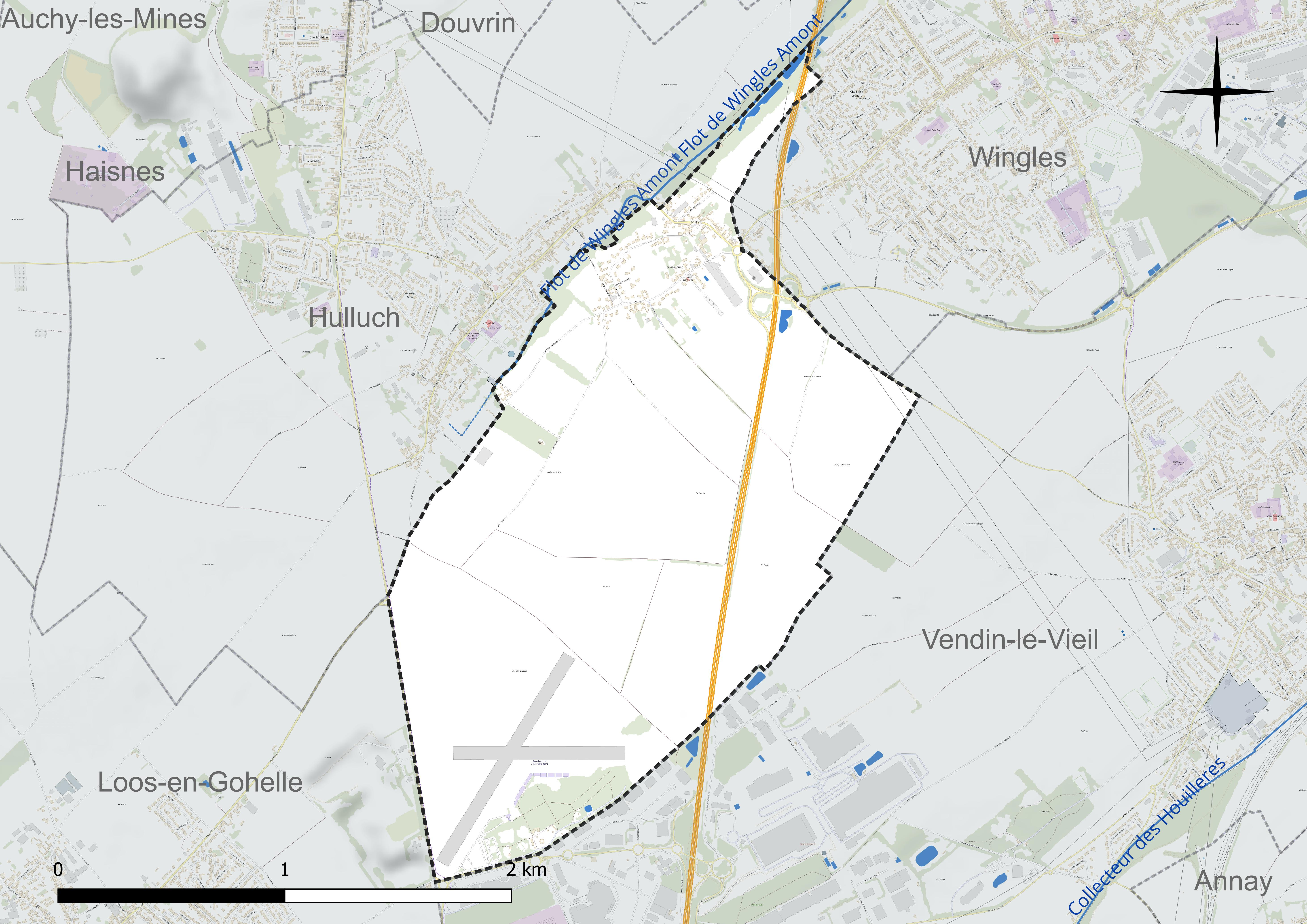
Réseau hydrographique de Bénifontaine.

### Climat
Pour des articles plus généraux, voir Climat des Hauts-de-France et Climat du Pas-de-Calais.
En 2010, le climat de la commune est de type climat océanique dégradé des plaines du Centre et du Nord, selon une étude du CNRS s'appuyant sur une série de données couvrant la période 1971-2000. En 2020, Météo-France publie une typologie des climats de la France métropolitaine dans laquelle la commune est exposée à un climat océanique et est dans la région climatique Nord-est du bassin Parisien, caractérisée par un ensoleillement médiocre, une pluviométrie moyenne régulièrement répartie au cours de l’année et un hiver froid (3 °C).
Pour la période 1971-2000, la température annuelle moyenne est de 10,5 °C, avec une amplitude thermique annuelle de 14,3 °C. Le cumul annuel moyen de précipitations est de 702 mm, avec 12,1 jours de précipitations en janvier et 8,7 jours en juillet. Pour la période 1991-2020, la température moyenne annuelle observée sur la station météorologique la plus proche, située sur la commune de Douai à 22 km à vol d'oiseau, est de 11,0 °C et le cumul annuel moyen de précipitations est de 729,2 mm,. Pour l'avenir, les paramètres climatiques de la commune estimés pour 2050 selon différents scénarios d'émission de gaz à effet de serre sont consultables sur un site dédié publié par Météo-France en novembre 2022.

### Milieux naturels et biodiversité
Dans le cadre de la Trame verte et bleue régionale, et de l'amélioration du cadre de vie, dès les années 2000 la commune a replanté 2,5 km de haies qui contribuent à la restauration d'un réseau écologique à échelle communale.

#### Zone naturelle d'intérêt écologique, faunistique et floristique
L’inventaire des zones naturelles d'intérêt écologique, faunistique et floristique (ZNIEFF) a pour objectif de réaliser une couverture des zones les plus intéressantes sur le plan écologique, essentiellement dans la perspective d’améliorer la connaissance du patrimoine naturel national et de fournir aux différents décideurs un outil d’aide à la prise en compte de l’environnement dans l’aménagement du territoire.
Le territoire communal comprend une ZNIEFF de type 1 : le terril et le marais de Wingles. Ce site se localise dans la dépression alluviale du Flot de Wingles, au nord de la ville de Lens, ancienne friche industrielle réaménagée en espace de loisirs, celui-ci est traversé par la RD 165 E et une voie ferrée.

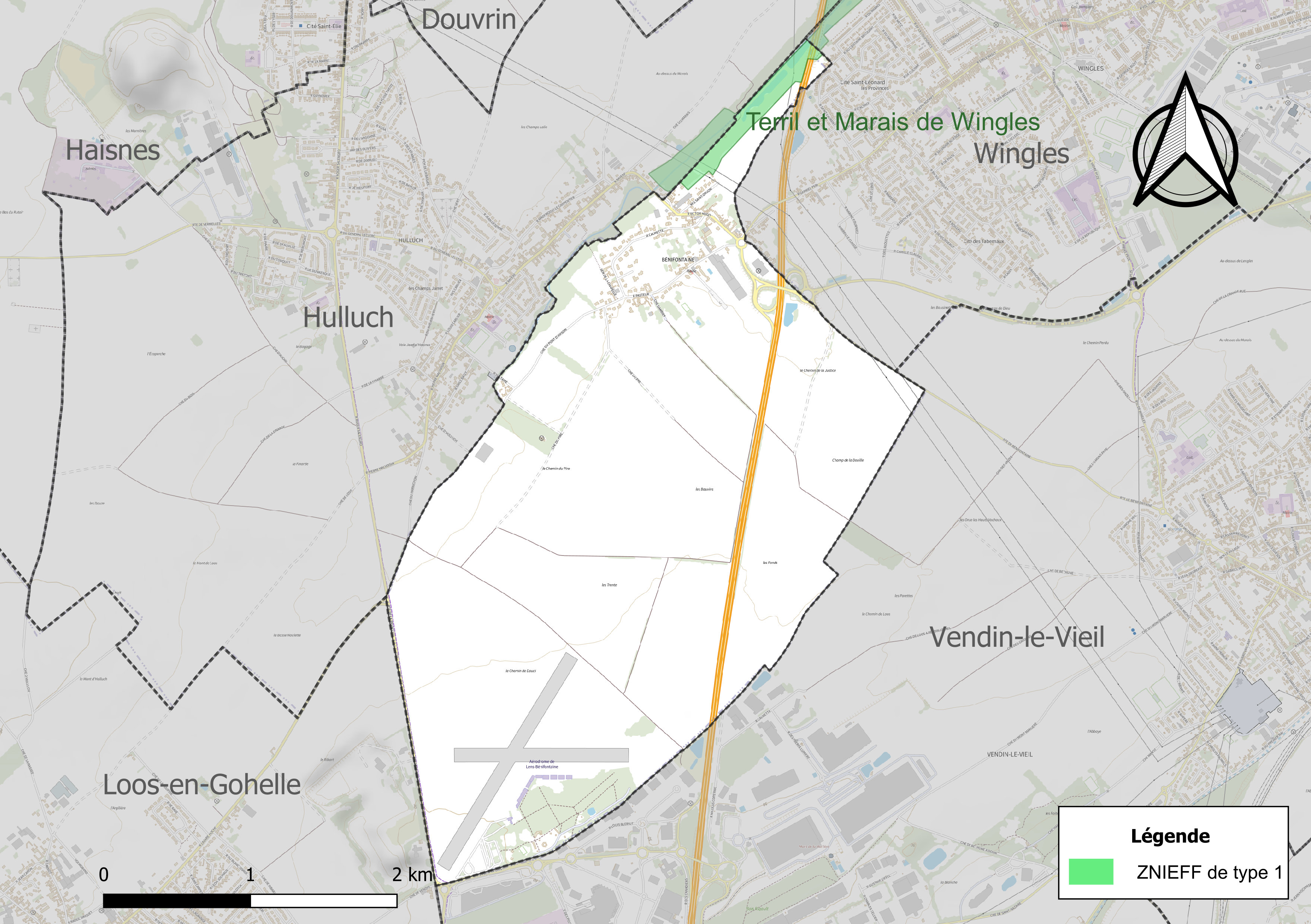
Carte de la ZNIEFF sur la commune.

#### Site géologique
Le territoire de la commune se situe sur le site géologique du gisement houiller Carbonifère du Nord - Pas-de-Calais. Ce gisement, dont la superficie totale est de 1 870 km2, est présent dans le sous-sol du Nord – Pas-de-Calais sur plus de 150 km entre les régions de Ferques et de Condé-sur-l'Escaut et s'étend ensuite en Belgique.

## Urbanisme

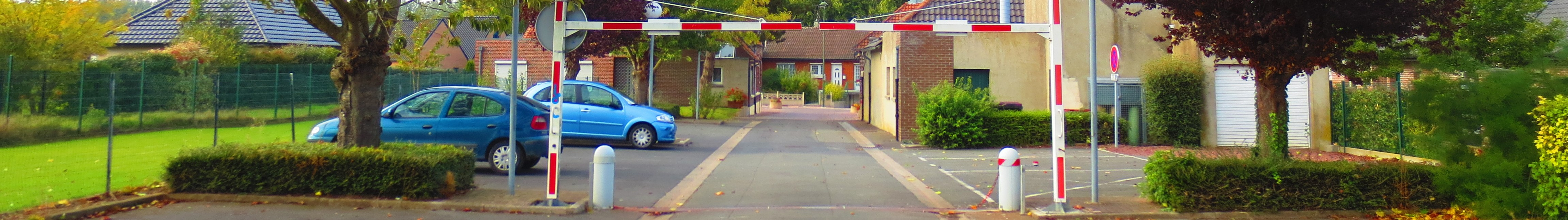
Vue panoramique de Benifontaine

### Typologie
Au 1er janvier 2024, Bénifontaine est catégorisée ceinture urbaine, selon la nouvelle grille communale de densité à sept niveaux définie par l'Insee en 2022.
Elle appartient à l'unité urbaine de Béthune, une agglomération inter-départementale regroupant 94  communes, dont elle est une commune de la banlieue,,. Par ailleurs la commune fait partie de l'aire d'attraction de Lens - Liévin, dont elle est une commune de la couronne,. Cette aire, qui regroupe 50 communes, est catégorisée dans les aires de 200 000 à moins de 700 000 habitants,.

### Occupation des sols
L'occupation des sols de la commune, telle qu'elle ressort de la base de données européenne d’occupation biophysique des sols Corine Land Cover (CLC), est marquée par l'importance des territoires agricoles (82,3 % en 2018), en diminution par rapport à 1990 (85,3 %). La répartition détaillée en 2018 est la suivante : 
terres arables (78,1 %), espaces verts artificialisés, non agricoles (10,4 %), zones urbanisées (5,4 %), prairies (4,2 %), forêts (1,3 %), zones industrielles ou commerciales et réseaux de communication (0,5 %), mines, décharges et chantiers (0,1 %). L'évolution de l’occupation des sols de la commune et de ses infrastructures peut être observée sur les différentes représentations cartographiques du territoire : la carte de Cassini (XVIIIe siècle), la carte d'état-major (1820-1866) et les cartes ou photos aériennes de l'IGN pour la période actuelle (1950 à aujourd'hui).

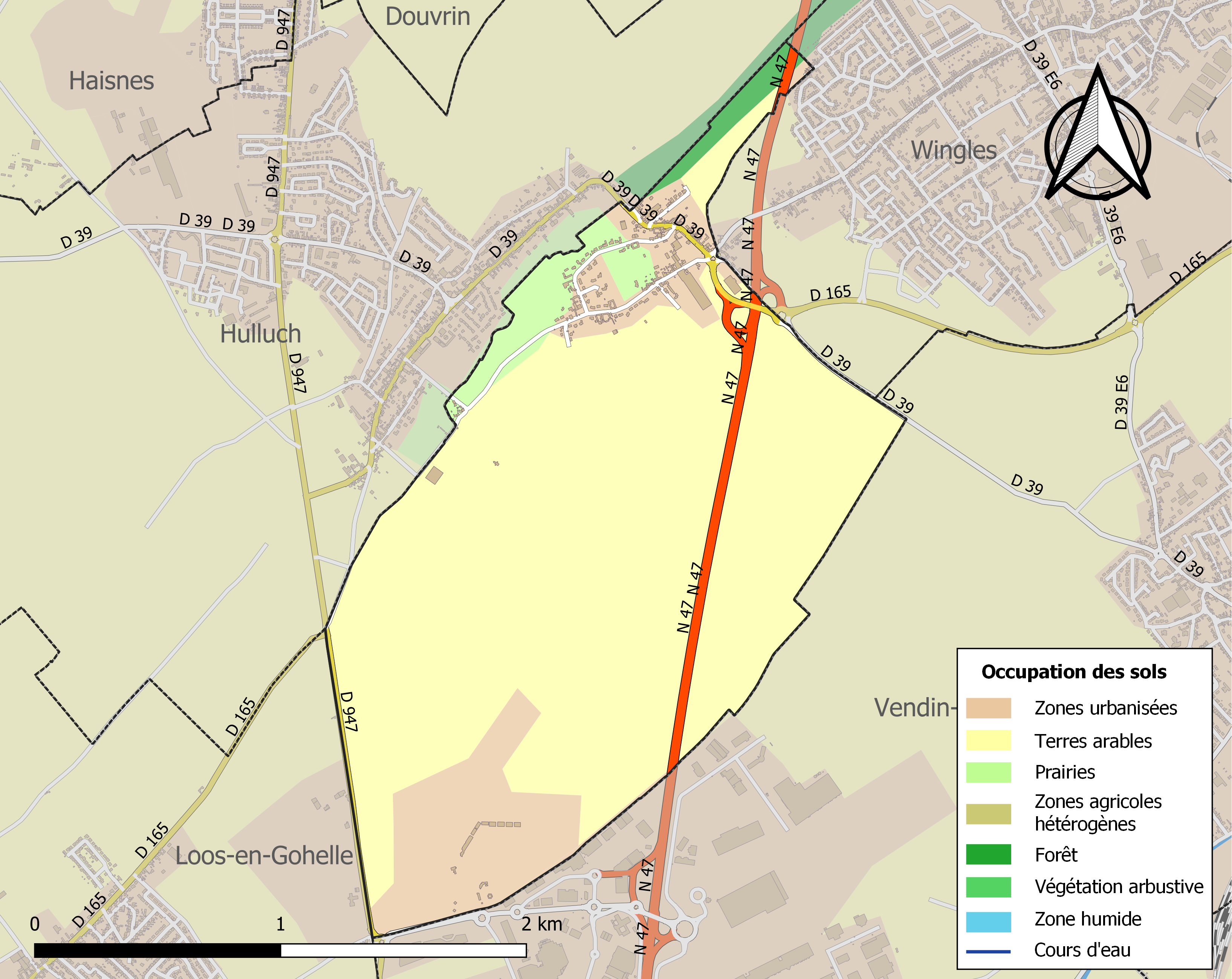
Carte des infrastructures et de l'occupation des sols de la commune en 2018 (CLC).

### Voies de communication et transports

#### Voies de communication
La commune est desservie par la route départementale D 39 et la N 47 qui relie Lens et Illies.

#### Transport ferroviaire
La commune se trouve à 8 km, de la gare de Lens, située sur la ligne d'Arras à Dunkerque-Locale desservie par des TGV inOui et par des trains régionaux du réseau TER Hauts-de-France et de la gare de La Bassée - Violaines, située sur la ligne de Fives à Abbeville desservie par des trains régionaux du réseau TER Hauts-de-France.

#### Transport aérien

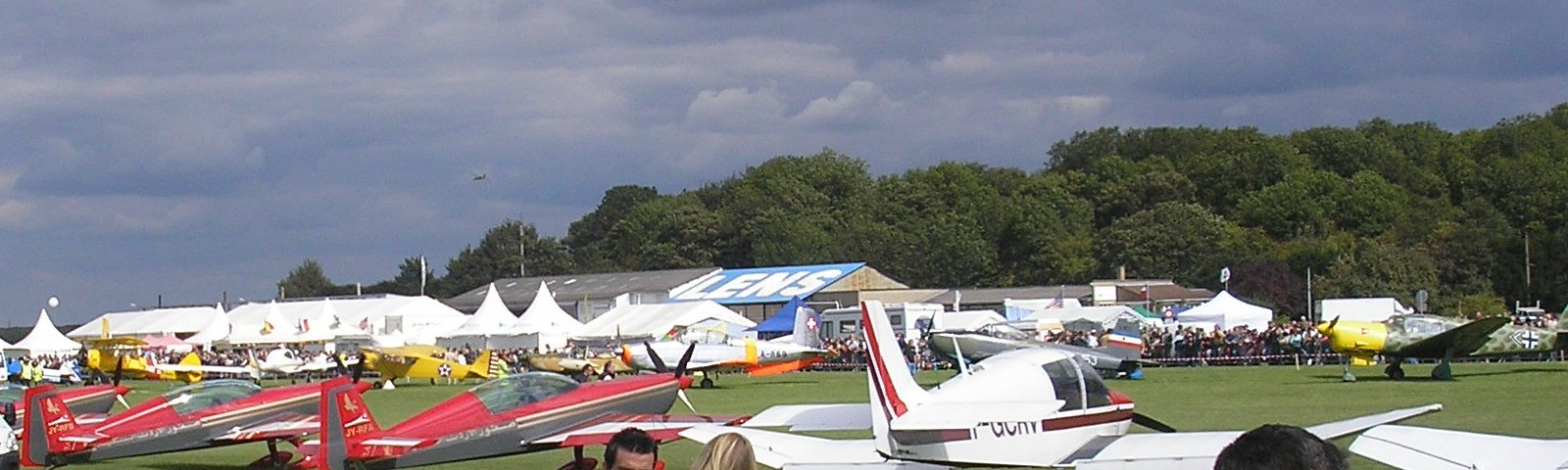
L'aérodrome de Lens - Bénifontaine lors de la fête de l'Air du 2 septembre 2007.

Sur le territoire communal est situé l'aérodrome de Lens - Bénifontaine, aérodrome ouvert à la circulation aérienne publique (CAP).
Il est utilisé pour la pratique d’activités de loisirs et de tourisme (aviation légère dont voltige, hélicoptère, parachutisme et aéromodélisme).

## Toponymie
Le nom de la localité est attesté sous les formes Bonifontana (1140), Bona Fontana (1183), Bonifons (1210), Bonifontaine (1213), Bounisfontaine (1260), Bonus fons (XIIIe siècle), Bounifontaine (1325), Bonefontaines (1430), Bennifontaines (1436), Begnefontaines (1489), Bény-Fontaine (1720), Benifontaine (1793), Benifontaine et Bénifontaine depuis 1801.
De l'adjectif oïl bénie et  du bas latin fontana (« la fontaine bénie »).

## Histoire
Le 27 mars 1632, sont données à Madrid des lettres de chevalerie pour Georges de Beaulaincourt, écuyer, seigneur de Lanson, mayeur (maire) héréditaire de Bérifontaine (sans doute Bénifontaine), petit-fils d'Antoine de Beaulaincourt, premier roi d'armes royal, dit Toison-d'Or, et ensuite premier lieutenant d'Adrien de Croy, comte de Rœulx, gouverneur de Lille.
Pendant la Première Guerre mondiale, Bénifontaine est prise dans les combats se déroulant à l'automne 1914.

## Politique et administration

### Découpage territorial
La commune de Bénifontaine se situe dans le département du Pas-de-Calais et fait partie de la région Hauts-de-France. Elle appartient à l'arrondissement de Lens (à 8 km).

#### Commune et intercommunalités
La commune est membre de la communauté d'agglomération de Lens-Liévin, qui regroupe 36 communes et totalise 242 587 habitants en 2021, et dont le siège est basé à Lens. 

#### Circonscriptions administratives
Dans le cadre du redécoupage cantonal de 2014, elle est rattachée au canton de Wingles qui passe de 5 à 9 communes.

#### Circonscriptions électorales
Pour l'élection des députés, la commune fait partie, depuis 1986, de la douzième circonscription du Pas-de-Calais.

### Élections municipales et communautaires

#### Liste des maires
| Période                                  | Période                      | Identité                | Étiquette | Qualité                         |
| ---------------------------------------- | ---------------------------- | ----------------------- | --------- | ------------------------------- |
| Les données manquantes sont à compléter. |                              |                         |           |                                 |
| 1835                                     | 1870                         | Louis Cézar Caty        |           |                                 |
| 1882                                     | 1891                         | Jules César Joseph Doby |           |                                 |
| 1893                                     | 1925                         | Maurice Debout          |           |                                 |
| 1977                                     | 1989                         | Alexandre Demailly      |           |                                 |
| Février 1989                             | 1995                         | Félix Fournier          |           |                                 |
| Juin 1995                                | 2020                         | Jacques Jakuboszcazk    |           | Réélu pour le mandat 2014-2020, |
| 23 mai 2020                              | En cours (au 1 février 2022) | Nicolas Godart          |           | Chef d'entreprise,              |

### Jumelages
La commune est jumelée avec :
| Ville | Ville         | Pays | Pays   | Période     |
| ----- | ------------- | ---- | ------ | ----------- |
|       | Marbleton (d) |      | Canada | depuis 1986 |

## Équipements et services publics

### Espaces publics
Sur le territoire de la commune se trouve le « parc des Cytises », un parc de quinze hectares où l'on peut observer 350 spécimens d'animaux répartis sur 80 espèces. Ce parc est géré par la communauté d'agglomération de Lens-Liévin depuis 2003.

### Justice, sécurité, secours et défense
La commune dépend du tribunal de proximité de Lens, du conseil de prud'hommes de Lens, du tribunal judiciaire de Béthune, de la cour d'appel de Douai, du tribunal de commerce d'Arras, du tribunal administratif de Lille, de la cour administrative d'appel de Douai et du tribunal pour enfants de Béthune.

## Population et société

### Démographie
Les habitants de la commune sont appelés les Bénifontainois.

#### Évolution démographique
L'évolution du nombre d'habitants est connue à travers les recensements de la population effectués dans la commune depuis 1793. Pour les communes de moins de 10 000 habitants, une enquête de recensement portant sur toute la population est réalisée tous les cinq ans, les populations de référence des années intermédiaires étant quant à elles estimées par interpolation ou extrapolation. Pour la commune, le premier recensement exhaustif entrant dans le cadre du nouveau dispositif a été réalisé en 2006.

En 2022, la commune comptait 337 habitants, en évolution de −5,07 % par rapport à 2016 (Pas-de-Calais : −0,72 %, France hors Mayotte : +2,11 %).
| 1793 | 1800 | 1806 | 1821 | 1831 | 1836 | 1841 | 1846 | 1851 |
| ---- | ---- | ---- | ---- | ---- | ---- | ---- | ---- | ---- |
| 146  | 143  | 105  | 127  | 145  | 147  | 151  | 164  | 184  |

| 1856 | 1861 | 1866 | 1872 | 1876 | 1881 | 1886 | 1891 | 1896 |
| ---- | ---- | ---- | ---- | ---- | ---- | ---- | ---- | ---- |
| 215  | 219  | 211  | 232  | 203  | 195  | 217  | 217  | 222  |

| 1901 | 1906 | 1911 | 1921 | 1926 | 1931 | 1936 | 1946 | 1954 |
| ---- | ---- | ---- | ---- | ---- | ---- | ---- | ---- | ---- |
| 219  | 220  | 233  | 181  | 162  | 167  | 166  | 182  | 198  |

| 1962 | 1968 | 1975 | 1982 | 1990 | 1999 | 2006 | 2011 | 2016 |
| ---- | ---- | ---- | ---- | ---- | ---- | ---- | ---- | ---- |
| 258  | 275  | 289  | 295  | 303  | 275  | 297  | 355  | 355  |

| 2021 | 2022 | - | - | - | - | - | - | - |
| ---- | ---- | - | - | - | - | - | - | - |
| 343  | 337  | - | - | - | - | - | - | - |

#### Pyramide des âges
En 2018, le taux de personnes d'un âge inférieur à 30 ans s'élève à 31,8 %, soit en dessous de la moyenne départementale (36,7 %). De même, le taux de personnes d'âge supérieur à 60 ans est de 24,8 % la même année, alors qu'il est de 24,9 % au niveau départemental.
En 2018, la commune comptait 178 hommes pour 177 femmes, soit un taux de 50,14 % d'hommes, légèrement supérieur au taux départemental (48,5 %).
Les pyramides des âges de la commune et du département s'établissent comme suit.
| Hommes | Classe d’âge | Femmes |
| ------ | ------------ | ------ |
| 0,6    | 90 ou +      | 1,1    |
| 4,6    | 75-89 ans    | 8,1    |
| 17,0   | 60-74 ans    | 18,3   |
| 27,6   | 45-59 ans    | 25,5   |
| 15,7   | 30-44 ans    | 17,9   |
| 17,9   | 15-29 ans    | 13,0   |
| 16,7   | 0-14 ans     | 16,1   |

| Hommes | Classe d’âge | Femmes |
| ------ | ------------ | ------ |
| 0,5    | 90 ou +      | 1,6    |
| 5,6    | 75-89 ans    | 8,9    |
| 16,7   | 60-74 ans    | 18,1   |
| 20,2   | 45-59 ans    | 19,2   |
| 18,9   | 30-44 ans    | 18,1   |
| 18,2   | 15-29 ans    | 16,2   |
| 19,9   | 0-14 ans     | 17,9   |

### Sports et loisirs

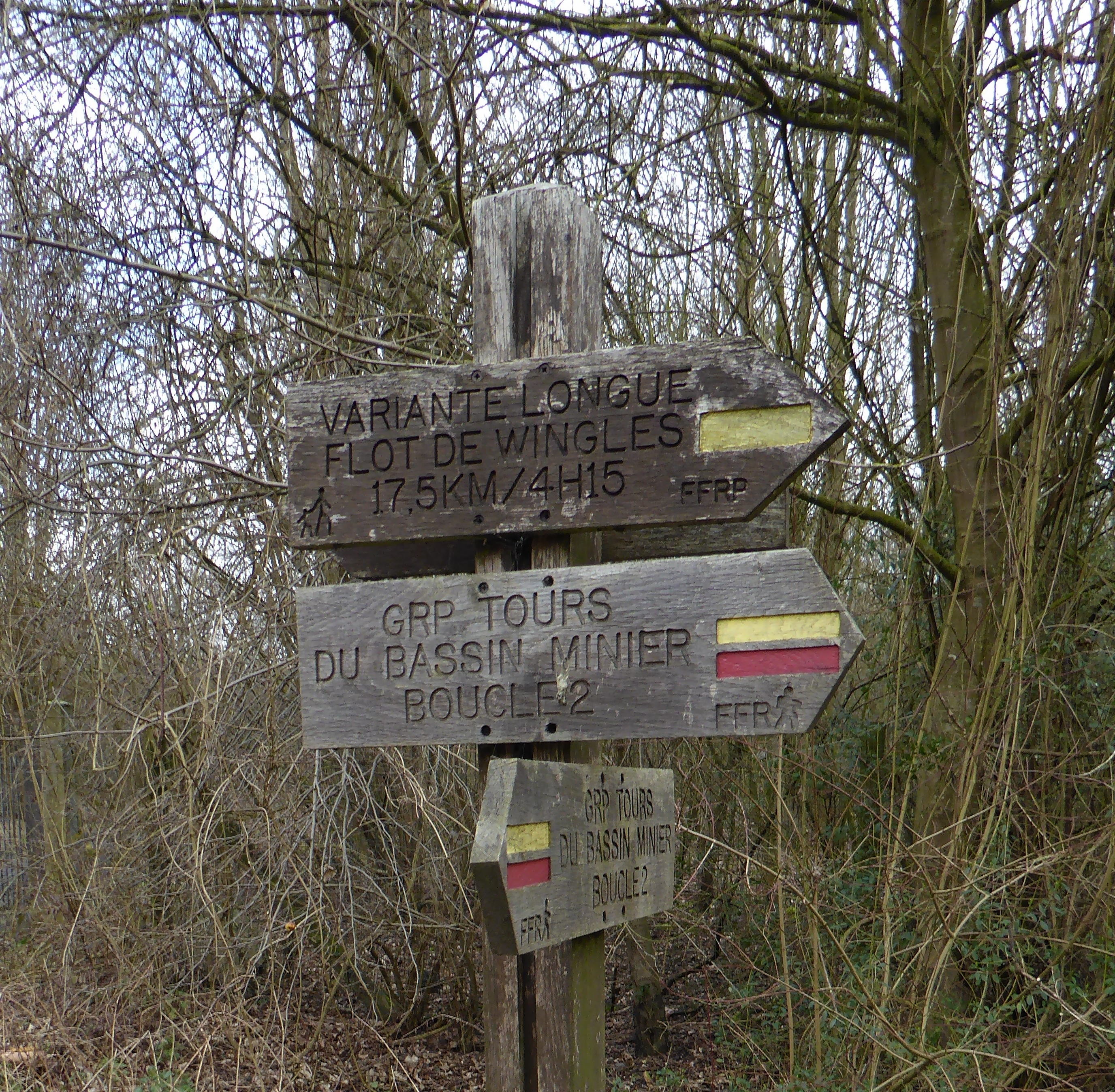
GRP Tour du Bassin Minier

La commune est traversée par le GRP du tour du bassin minier et Flots de Wingles (17,5 km).

### Cultes
La commune est dépourvue d'église depuis 1802.

## Culture locale et patrimoine

### Lieux et monuments

#### Patrimoine mondial
Depuis le 30 juin 2012, la valeur universelle et historique du bassin minier du Nord-Pas-de-Calais est reconnue et inscrite sur la liste du patrimoine mondial l’UNESCO. Parmi les 353 sites, répartis sur 109 lieux inclus dans le périmètre du bassin minier, le site no 62 de Bénifontaine formé par la fosse d'aérage no 13 bis des mines de Lens,.

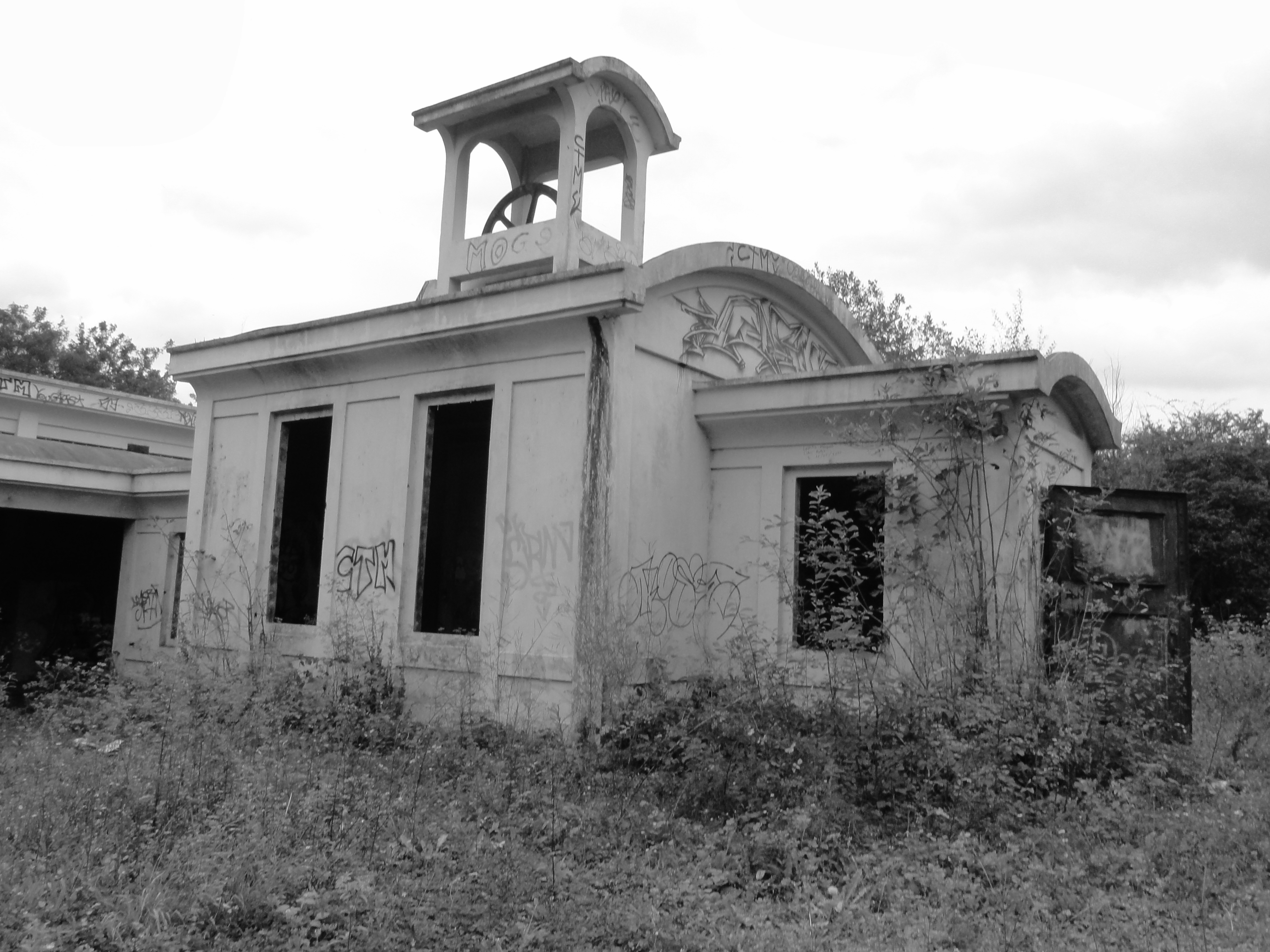
La fosse no 13 bis en 2011.
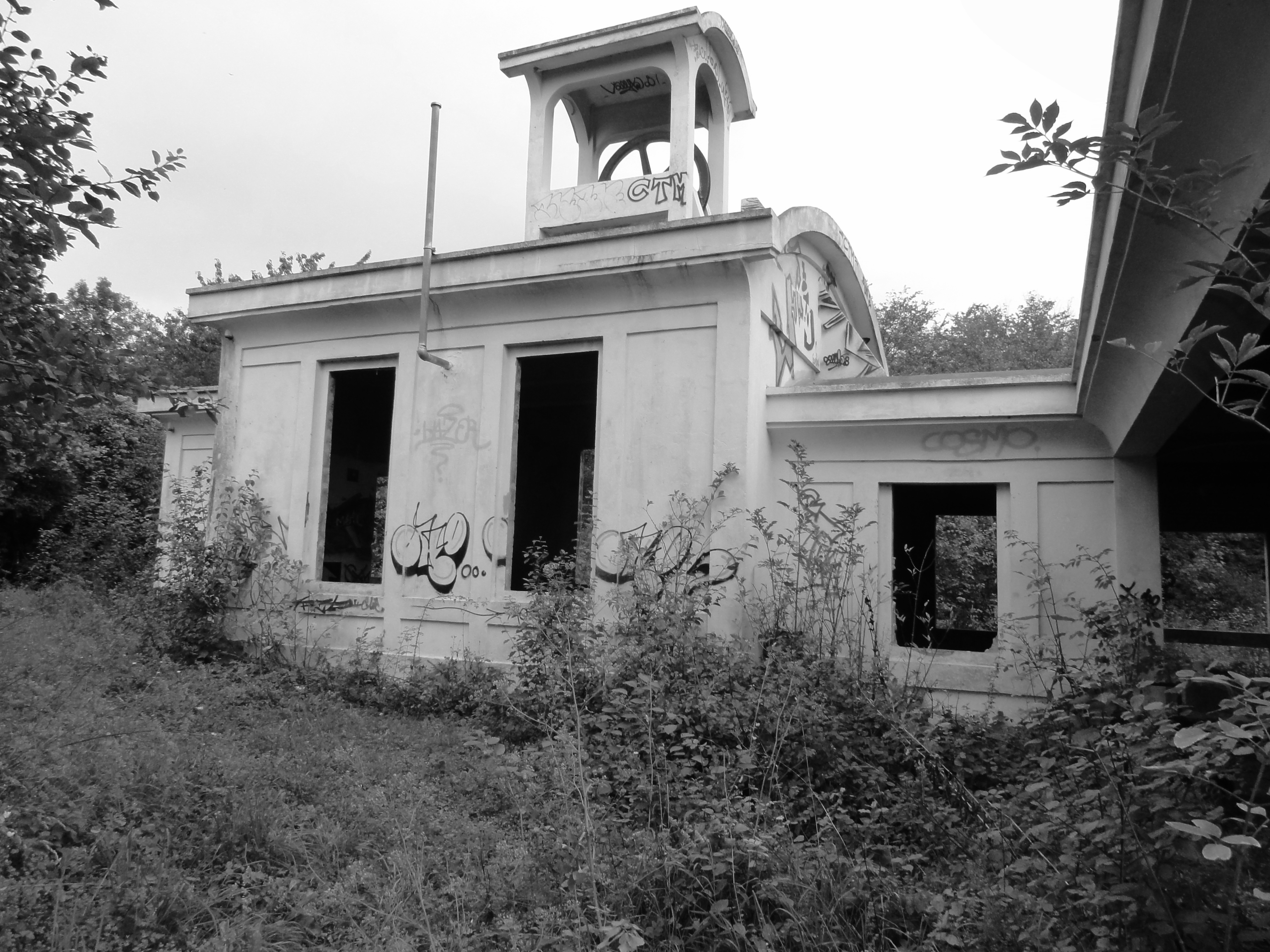
La fosse no 13 bis.
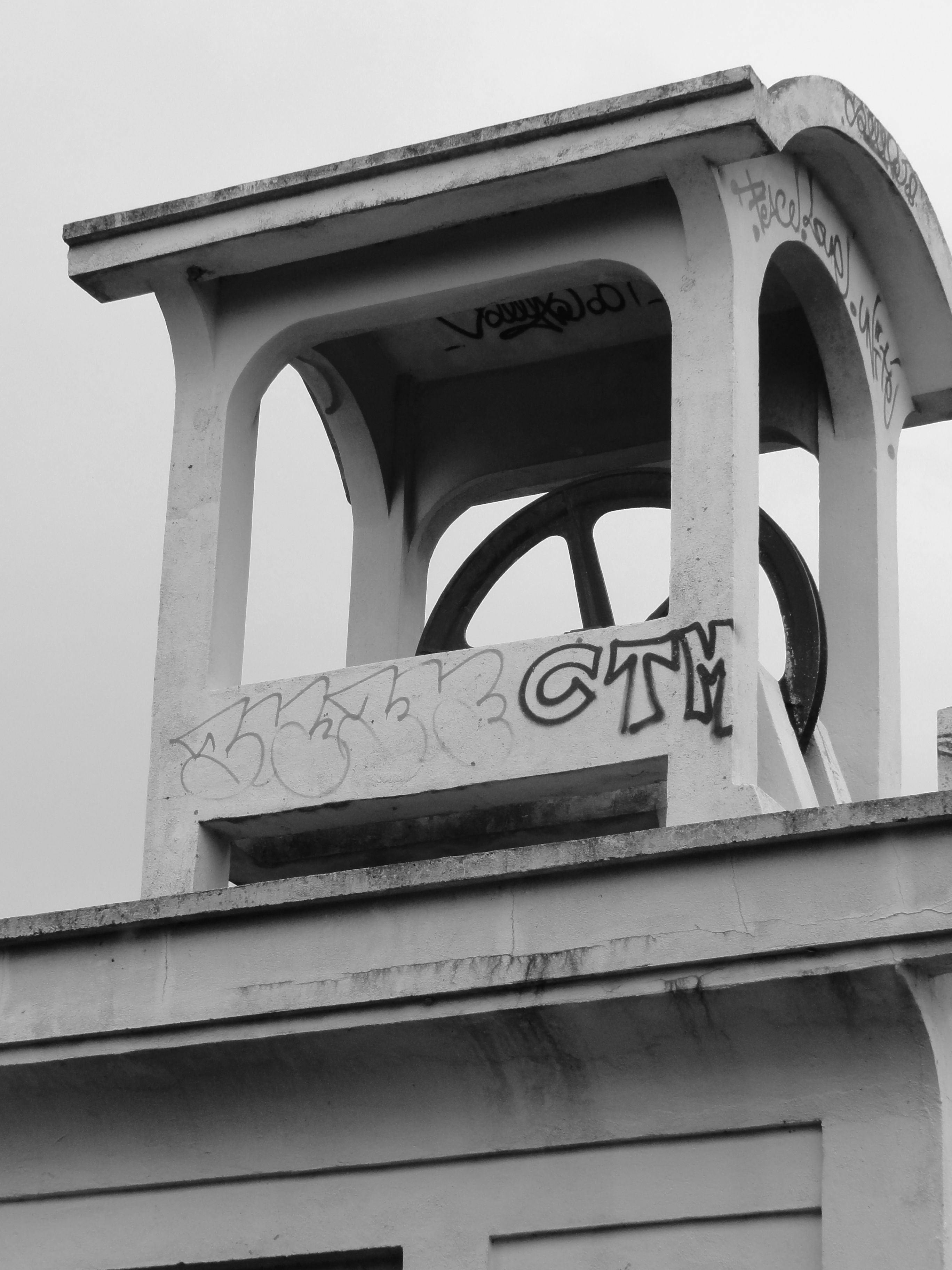
La fosse no 13 bis.

#### Autres lieux et monuments
- La chapelle Saint-Druon, toute en brique.
- Le monument aux morts[44].
- Le sentier La Fontaine Bénie, dont le nom indiquait une source dans le bois dont l'application guérissait les yeux.
- La brasserie Castelain, qui fabrique la bière de la gamme des Ch'Ti, comme la Jade ou la Saint Patron.

### Héraldique
| Blason de Bénifontaine | Blason  | De gueules à la bande d'azur chargée de six fleurs de lis (semée de fleurs de lis) d'or posées à plomb accompagnée d'un croissant d'or en chef et d'une aigle bicéphale de sable en pointe. Ornements extérieursCroix de guerre 1914-1918 |
| Blason de Bénifontaine | Détails | * Il y a là non-respect de la règle de contrariété des couleurs : ces armes sont fautives (sable sur gueules). Adopté par la municipalité en 1990.                                                                                        |

## Pour approfondir